# Prefectura apostólica de Zhaotong
La prefectura apostólica de Zhaotong o de Chaotung (en latín: Praefectura Apostolica Chaotungensis y en chino: 天主教昭通监牧区) es una circunscripción eclesiástica de la Iglesia católica en China. Se trata de una prefectura apostólica latina, inmediatamente sujeta a la Santa Sede. Es sede vacante desde el 9 de abril de 1997, aunque para el Anuario Pontificio lo es desde 1982. Es administrada por el arzobispo Giuseppe Ma Yinglin. La Asociación Patriótica Católica China la elevó a diócesis de Zhaotong en año desconocido y sin el asentimiento de la Santa Sede.

## Territorio y organización
La prefectura apostólica extiende su jurisdicción sobre los fieles católicos de rito latino residentes en la parte nororiental de la provincia de provincia de Yunnan.
La sede de la prefectura apostólica se encuentra en la ciudad de Zhaotong (Tchao-tong), en donde se halla la Catedral del Sagrado Corazón de Jesús. Otras comunidades católicas están presentes en Yiliang, Daguan, Yanjin, Shuifu, Suijiang, Zhenxiong y Qiaojia.
El Anuario Pontificio no reportó el número de parroquias de la prefectura apostólica.

## Historia
La prefectura apostólica de Zhaotong (Chaotung) fue erigida el 8 de abril de 1935 con la bula Ad christianum del papa Pío XI, obteniendo el territorio del vicariato apostólico de Yunnanfu (hoy arquidiócesis de Kunming).
En diciembre de 1949 el Partido Comunista de China capturó Zhaotong, se impuso en la guerra civil y proclamó la República Popular China el 1 de octubre de 1949. El 4 de septiembre de 1951 China comunista expulsó al nuncio apostólico Antonio Riberi y la Santa Sede continuó reconociendo a la República de China en Taiwán como el legítimo gobierno chino. Todos los misioneros extranjeros fueron expulsados de China comunista desde 1952.
La Asociación Patriótica Católica China fue creada con el apoyo de la Oficina de Asuntos Religiosos de la República Popular de China en 1957, con el objetivo de controlar las actividades de los católicos en China. Su nombre público es Iglesia católica china y es referida como la "Iglesia oficial" en contraposición a la "Iglesia subterránea" o "Iglesia clandestina" leal a la Santa Sede.
En el período de 1966 a 1976 la Revolución Cultural se ensañó especialmente contra la religión, destruyéndose numerosas iglesias y cesaron todas las actividades religiosas en la diócesis. A principios de la década de 1980 la diócesis reanudó sus operaciones.
La Asociación Patriótica Católica China la elevó a diócesis de Zhaotong en año desconocido y sin el asentimiento de la Santa Sede.
El 22 de septiembre de 2018 se firmó en Pekín el Acuerdo provisional entre la Santa Sede y la República Popular de China sobre el nombramiento de los obispos. El 22 de octubre de 2020 el acuerdo fue prorrogado por otros dos años y en octubre de 2022 por otros dos años más.
Debido a la situación particular de la Iglesia católica en China, la Santa Sede no nombra obispos para las diócesis chinas, que son sedes oficialmente vacantes incluso en presencia de obispos reconocidos por Roma.

## Episcopologio
- Damian Tcheng † (8 de abril de 1935-enero de 1945 falleció)
  - Joseph Kerec, S.D.B. † (1939-1951) (administrador apostólico)
- Stephan Fan Kai-ping † (6 de julio de 1951-1982 falleció)
  - Sede vacante
  - Chen Mu-shun † (28 de marzo de 1988 consagrado-9 de abril de 1997 falleció)